# Capanema
Capanema este un oraș în Pará (PA), Brazilia.